# Buccino
Buccino är en ort och kommun i provinsen Salerno i regionen Kampanien i Italien. Kommunen hade 4 889 invånare (2017).